# Serhiy Atelkin
Serhiy Atelkin (en ucraniano: Сергій Ателькін, Hrestivka, 8 de enero de 1972 - Leópolis, 1 de octubre de 2020) fue un futbolista ucraniano. Se convirtió en el primer jugador de la Ucrania independiente que jugó en la Serie A italiana.

## Carrera como jugador
Atelkin se hizo de renombre jugando como delantero para el Shakhtar Donetsk (1990-1997, 2000-2002), el US Lecce (Italia, 1997-1998) y el Boavista FC (Portugal, 1998-1999). A pesar del éxito en las competiciones nacionales, Atelkin solo jugó dos veces para la selección de fútbol de Ucrania. En 1996, Atelkin pasó un breve período en Kremenchuk para el FC Kremin Kremenchuk. Durante la Recopa de la UEFA de 1997-1998, Atelkin fue visto por los cazatalentos del Lecce durante el partido de segunda ronda entre el Shakhtar y el Vicenza. Posteriormente, firmó un contrato de tres años con el club italiano, que acababa de conseguir el ascenso a la Serie A. En 1998, Atelkin se lesionó y perdió su forma deportiva, mientras que el US Lecce descendió. Debido a limitaciones más estrictas sobre los jugadores extranjeros, Atelkin perdió su lugar en el equipo, pero fue cedido para jugar en Portugal. Sin embargo, nunca recuperó por completo su forma anterior y no pudo formar parte de un equipo. Al final de la temporada 1999 regresó a Lecce para descubrir que no era necesario. Atelkin, a través de procedimientos legales, rompió su contrato de tres años para convertirse en agente libre.
El año siguiente, Atelkin pudo firmar un nuevo contrato con su ex club, Shakhtar Donetsk, para el que sólo jugó 14 partidos en dos temporadas. En 2002, Atelkin firmó con Metalurh Donetsk, pero solo jugó un partido. Regresó al Shakhtar Donetsk en 2003.

## Logros
Se destacó por unirse a Oleh Matveyev como uno de los mejores delanteros en la década de 1990 en la Premier League de Ucrania. Junto con Andriy Shevchenko ostenta el récord de más goles marcados (4) en la final de la Copa de Ucrania. También tuvo tres temporadas en las que anotó más de 10 goles (1993, 1997 y 2001). En 2002, finalmente se convirtió en campeón de Ucrania con el FC Shakhtar Donetsk. Atelkin también fue cuatro veces campeón de la Copa de Ucrania.

## Fallecimiento
Falleció el 1 de octubre de 2020 luego de sufrir un segundo paro cardiaco a los 48 años. En 2008 había tenido un incidente similar, al cual sobrevivió.

## Estadísticas de carrera

### Clubes
| Club                   | Temporada              | Liga  | Liga  | Copa  | Copa  | Europa | Europa | Total | Total |
| Club                   | Temporada              | Part. | Goles | Part. | Goles | Part.  | Goles  | Part. | Goles |
| ---------------------- | ---------------------- | ----- | ----- | ----- | ----- | ------ | ------ | ----- | ----- |
| Shakhtar               | 1990                   | 5     | 0     | 2     | 0     | -      | -      | 7     | 0     |
| Shakhtar               | 1991                   | 15    | 0     | 3     | 0     | -      | -      | 18    | 0     |
| Shakhtar               | 1992                   | 17    | 2     | 5     | 0     | -      | -      | 22    | 2     |
| Shakhtar               | 1992–93                | 29    | 11    | 2     | 1     | -      | -      | 31    | 12    |
| Shakhtar               | 1993–94                | 27    | 11    | 3     | 1     | -      | -      | 30    | 12    |
| Shakhtar               | 1994–95                | 19    | 6     | 7     | 1     | 2      | 0      | 28    | 7     |
| Shakhtar               | 1995–96                | 7     | 0     | 0     | 0     | 1      | 1      | 8     | 1     |
| Kremin                 | 1995–96                | 14    | 5     | 4     | 1     | -      | -      | 18    | 6     |
| Shakhtar               | 1996–97                | 24    | 11    | 4     | 1     | -      | -      | 28    | 12    |
| Shakhtar               | 1997–98                | 15    | 6     | 2     | 1     | 5      | 5      | 22    | 12    |
| Lecce                  | 1997-98                | 16    | 3     | -     | -     | -      | -      | 16    | 3     |
| Lecce                  | 1998-99                | -     | -     | 4     | 0     | -      | -      | 4     | 0     |
| Boavista               | 1998-99                | 10    | 3     | -     | -     | -      | -      | 10    | 3     |
| Shakhtar               | 1999–00                | 9     | 1     | 2     | 1     | -      | -      | 11    | 2     |
| Shakhtar               | 2000–01                | 21    | 11    | 5     | 2     | 10     | 6      | 36    | 19    |
| Shakhtar               | 2001–02                | 15    | 2     | 5     | 1     | 4      | 0      | 24    | 3     |
| Metalurh D             | 2002–03                | 12    | 1     | 4     | 0     | -      | -      | 16    | 1     |
| Total para el Shakhtar | Total para el Shakhtar | 203   | 61    | 40    | 9     | 22     | 12     | 265   | 82    |
| Total de carrera       | Total de carrera       | 255   | 73    | 52    | 10    | 22     | 12     | 329   | 95    |

### Juegos internacionales
| Juego | Fecha                 | Lugar del encuentro | Adversario | Minutos | Resultado | Competencia                             |
| ----- | --------------------- | ------------------- | ---------- | ------- | --------- | --------------------------------------- |
| 1.    | 1 de octubre de 1997  | Ereván, Armenia     | Armenia    | 10      | Ganado    | Eliminatorias al Mundial 1998           |
| 2.    | 29 de octubre de 1997 | Zagreb, Croacia     | Croacia    | 54      | Perdido   | Eliminatoria al Mundial 1998 (play-off) |